# 崔家庄镇
崔家庄镇，原为崔家庄乡，是中华人民共和国河北省唐山市遵化市下辖的一个乡镇级行政单位。2021年1月撤乡设镇。

## 行政区划
崔家庄镇下辖以下地区：
崔家庄村、大柳树村、三官庙村、老辛庄村、小良屯村、晏户新庄村、后窑村、黄台村、黄台口村、前黎河店村、后黎河店村、西山村、河南村、河北村、东祁尔庄村、东二十里铺村、西二十里铺村、西小寨村、杨家庄村、东双城村、西双城村、东纪各庄村、西纪各庄村和下港村。